# Schweflinghausen
Schweflinghausen war bis 1923 eine selbstständige Landgemeinde im Amt Ennepe. Der Ortsteil Rüggeberg der Stadt Ennepetal im Ennepe-Ruhr-Kreis (Nordrhein-Westfalen) umfasst heute das ehemalige Gemeindegebiet.

## Lage und Beschreibung
Schweflinghausen lag im Süden von Ennepetal zwischen den Tälern der Heilenbecke und der Ennepe. Ein Teilbereich lag auch westlich der Heilenbecke. Im Norden grenzt es auf der Rüggeberger Hochfläche an die ehemalige Landgemeinde Mühlinghausen und im Süden an die Stadt Breckerfeld. Die ehemalige Gemeinde Schweflinghausen wurde nach dem gleichnamigen Hof Schweflinghausen benannt. Die Höhe über NN beträgt 370 m.

## Geschichte
Der Ursprung Schweflinghausen lag in der mittelalterlichen Bauerschaft Schweflinghausen im Gericht Schwelm des märkischen Amts Wetter. Nach der Eroberung durch Napoleon Bonaparte wurde die Grafschaft Mark von dessen Schwager Joachim Murat am 24. April 1806 zusammen mit dem bereits zuvor annektierten linksrheinischen Herzogtum Kleve, dem rechtsrheinischen Herzogtum Berg, den Grafschaften Dortmund und Limburg sowie dem nördlichen Teil des Fürstentums Münster und weiteren Territorien zum Großherzogtum Berg vereint.
Bald nach der Übernahme begann die französische Verwaltung im Großherzogtum neue und moderne Verwaltungsstrukturen nach französischem Vorbild einzuführen. Bis zum 3. August 1806 ersetzte und vereinheitlichte diese Kommunalreform die alten märkischen Ämter und Herrschaften. Sie sah die Schaffung von Départements, Arrondissements, Kantone und Munizipalitäten (ab Ende 1808 Mairies genannt) vor und brach mit den alten Adelsvorrechten in der Kommunalverwaltung. Am 14. November 1808 war dieser Prozess nach einer Neuordnung der ersten Strukturierung von 1806 abgeschlossen, die alten Bauerschaften blieben dabei häufig erhalten und wurden als Landgemeinden den jeweiligen Mairies oder Kantonen zugeordnet. Die Bauerschaft Schweflinghausen wurde hierbei als Landgemeinde der Mairie Ennepe im Kanton Schwelm des Arrondissement Hagen zugeordnet.
1813 zogen die Franzosen nach der Niederlage in der Völkerschlacht bei Leipzig aus dem Großherzogtum ab und es fiel ab Ende 1813 unter die provisorische Verwaltung durch Preußen im sogenannten Generalgouvernement zwischen Weser und Rhein, die es 1815 durch die Beschlüsse des Wiener Kongreß endgültig zugesprochen bekamen. Mit Bildung der preußischen Provinz Westfalen 1815 wurden die vorhandenen Verwaltungsstrukturen im Großen und Ganzen zunächst beibehalten und unter Beibehaltung der französischen Grenzziehungen in preußische Landkreise, Bürgermeistereien und Gemeinden umgewandelt. Schweflinghausen wurde nun zu einer Landgemeinde in der Bürgermeisterei Ennepe des Landkreises Hagen.
1839 war Schweflinghausen in die zwei Schulbezirke Rüggeberg (östlicher Teil) und Stucken (westlicher Teil) aufgeteilt. Zu den Orten und Wohnplätze Schweflinghausen zählten zu dieser Zeit (originale Schreibweise):
- Schulbezirk Rüggeberg: Alenbecke, am Bäukenberg, auf dem Bruche, zur Burg, im Erloh, Rüggeberg, Hinter-Rüggenberg, Mittel-Hesterberg, Nieder-Hesterberg, Ober-Hesterberg, Möllenberg, an Neuenhause, Nutteloh (Notloh), die Peddenöde, die Rutenbecke, Schweflinghausen, Herminghausen, Severinghausen, in der Kaltekirche, in der Wellenbecke und am Wittenstein.
- Schulbezirk Stuken: in den Bäuken, auf`m Brasel, Ebbinghausen, an der Landwehr, am Nocken, Ravenschlag, große Saalberg, kleine Saalberg, Obern-Vorwerk, Niedern-Vorwerk und Wigger.

1818 lebten zusammen 534 Einwohner in der Gemeinde Schweflinghausen. Laut der Ortschafts- und Entfernungs-Tabelle des Regierungs-Bezirks Arnsberg besaß die Gemeinde 1838 eine Einwohnerzahl von gesamt 813, die sich in zwölf katholische und 801 evangelische Gemeindemitglieder aufteilte. Die Wohnplätze der Bürgermeisterei umfassten zusammen eine Kirche, drei Schulen, 98 Wohnhäuser, 15 Fabriken und Mühlen und 66 landwirtschaftliche Gebäude.
Mit Inkrafttreten der preußischen Landgemeindeordnung für die Provinz Westfalen wurde 1843 die übergeordnete Bürgermeisterei Ennepe in das Amt Ennepe umgewandelt, Schweflinghausen verblieb dabei im Gemeindeverband. Am 1. April 1887 wurde der Kreis Schwelm aus dem westlichen Teil des Landkreises Hagen neu gegründet. Das Amt Ennepe mit Schweflinghausen gehörte nun den neuen Kreis an.
Das Gemeindelexikon für die Provinz Westfalen von 1887 gibt für die Gemeinde Schweflinghausen eine Einwohnerzahl von 1.015 an (992 evangelischen und 23 katholischen Glaubens), die in 34 Wohnplätzen mit zusammen 139 Wohnhäuser und 192 Haushaltungen lebten. Die Fläche der Gemeinde (1.311 ha) unterteilte sich in 433 ha Ackerland, 93 ha Wiesen und 693 ha Wald.
Zusätzlich zu den oben genannten werde folgende Wohnplätze aufgeführt: Schlagbaum, Altenhaus, Höltchen, Lienkämper und Singerhof. In der Ausgabe für 1895 kamen Thalsperre und Vorhaus hinzu.  In der Ausgabe für 1905 werden erstmals Grünthal und Schönthal genannt.
Am 1. April 1923 wurde die Gemeinde Schweflinghausen aufgelöst und zusammen mit den ebenfalls aufgelösten Gemeinden Oelkinghausen und Mühlinghausen zur Gemeinde Milspe zusammengeschlossen. Das übergeordnete Amt Ennepe wurde zugleich in das Amt Milspe umbenannt, das nun nur aus der Gemeinde Milspe bestand. Am 1. Juni 1937 wurden die Gemeinden Milspe und Voerde zum Amt Milspe-Vörde zusammengeschlossen, das wiederum am 1. April 1949 in die Stadt Ennepetal umgewandelt wurde.

## Persönlichkeiten

### Söhne und Töchter des Ortes
- Dietrich Dresel (1785–1855), deutscher Weinhändler und Abgeordneter